# Михаило-Архангельский храм (Михайловская Слобода)
Михаило-Архангельский храм — единоверческий православный храм в селе Михайловская Слобода Раменского городского округа Московской области. Приход находится в прямом подчинении митрополиту Крутицкому и Коломенскому.

## История
Впервые церковь упоминается в Писцовой книге за 1627 год. В то время церковь была «деревянная клетцки, а в церкви образы, и книги, и свечи и на колокольнице колокола и всякое строение приходных людей».
В 1679 году деревянная церковь сгорела, а в следующем году на её месте построили новую, также деревянную. В 1687 году на том же месте был заложен кирпичный храм, строительство которого завершили в 1689 году. Об этом свидетельствует надпись, выполненная на закладной белокаменной доске, расположенной у южного входа в храм: «Лета 7195 зачата бысть св. церковь строить при Державе Великих Государей царей и Великих князей Иоанна Алексеевича и Петра Алексеевича всея Великия и Малыя и Белыя России Самодержцев. По благословению Великаго Господина Святейшего Иоакима Патриарха Московскаго и всея России. Совершена в лето 7197 июля в 21 день тщанием и радением всечестныя Игумении Пелагеи Константинны».
В 1679 году деревянная церковь сгорела, а в следующем году на её месте построили новую, также деревянную. В 1687 году на том же месте был заложен кирпичный храм, строительство которого завершили в 1689 году. Об этом свидетельствует надпись, выполненная на закладной белокаменной доске, расположенной у южного входа в храм: «Лета 7195 зачата бысть св. церковь строить при Державе Великих Государей царей и Великих князей Иоанна Алексеевича и Петра Алексеевича всея Великия и Малыя и Белыя России Самодержцев. По благословению Великаго Господина Святейшего Иоакима Патриарха Московскаго и всея России. Совершена в лето 7197 июля в 21 день тщанием и радением всечестныя Игумении Пелагеи Константинны».
Село Михайловская Слобода принадлежало Георгиевскому женскому монастырю, который был родовым монастырём династии Романовых, и церковь была названа в честь Михаила Фёдоровича Романова.
После  раскола Русской церкви в XVII веке большинство жителей Михайловской Слободы и окрестных деревень остались приверженцами старого церковного обряда. После учреждения в 1800 году единоверия среди местных жителей возникло движение за воссоединение с Церковью при условии сохранения старых обрядов. Митрополит Платон (Левшин) устно благословил проведение в храме Михаила Архангела богослужений по старопечатным книгам, а формальное учреждение единоверия в Михайловской Слободе состоялось при его преемнике Августине (Виноградском) в 1817 году.
В 1830 году храм был капитально перестроен.
В мае-сентябре 1937 года в храме служил священномученик Пётр Александрович Озерецковский (1889–1937). 
В 1930-х годах храм закрыли, с него были сняты колокола. В 1941 году храм был открыт. Затем храм был снова закрыт в 1961 году. 
Возвращён верующим в 1989 году, когда в приход перешли прихожане Никольской единоверческой церкви Рогожской слободы. Это одна из старейших единоверческих общин.  В настоящее время приход храма Михаила Архангела в Михайловской Слободе является самой многочисленной и благоустроенной единоверческой общиной, которая имеет обширные контакты с другими общинами единоверцев. На прихрамовой территории построены часовни: Богоявленская (1993), Анны Кашинской (1995), Паисия Великого (2003). При храме имеется гостиница для приезжих. Община активно издает церковную литературу, периодическое издание «Правда Православия». Работает воскресная школа и лекторий для взрослых.

## Святыни
В середине XIX века по благословению митрополита Филарета (Дроздова) для храма была написана икона Божией Матери «Иерусалимская», позднее прославившаяся чудотворениями. Икона сохранилась и является одной из наиболее почитаемых.
В церкви также находится икона святой преподобной благоверной княгини Анны Кашинской, освящённая на мощах преподобной в день её прославления в 1909 году, в присутствии преподобномученицы Елизаветы Фёдоровны.

## Священники
- Алексей Кириллов (до 1802)[11]
- Василий Симеонов (Красовский) (1811)[11]
- Александр Иванов (1802, 1814)
- Гавриил Васильев Шумов (род. ок. 1853)
- В мае-сентябре 1937 года — священномученик Пётр Александрович Озерецковский (1889—1937)[5].